# 良州

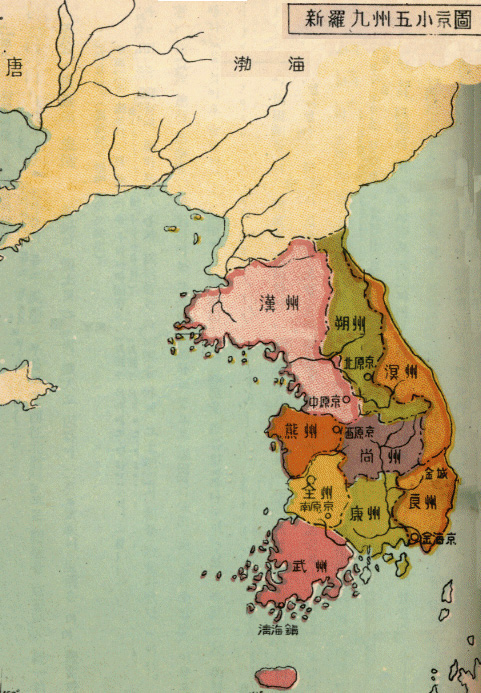
新罗九州

良州（韓語：양주），又称歃良州（韓語：삽량주），是统一新罗九州之一。位于现在庆尚北道东南和庆尚南道东部。